# 후나바시니치다이마에역
후나바시니치다이마에역(일본어: 船橋日大前駅, ふなばしにちだいまええき)은 일본 지바현 후나바시시에 있는 도요 고속선의 철도역이다. 역 소재지는 승강장·서쪽 출구 역사의 일부는 나라시노다이에 걸친다. 동쪽 출입구 역사는 쓰보이히가시 3초메이다.

## 역 구조
상대식 승강장 2면 2선 지하역이다. 주로 지하이지만, 도요 가쓰타다이쪽 구석은 지상이다. 동쪽 출입구는 신식개찰이 도입되었다. 서쪽 출입구도 2008년 10월에 PASMO·Suica전용 개찰기가 도입되어 모든 개찰이 IC카드 대응 개찰기가 되었다.
당역 서쪽출입구 역사 및 주변의 설계, 디자인은 니혼 대학 이공학부에서 했다. 헤이세이 9년도 제42회 철도 건축 작품상의 운수성철도 국장상, 지바현 건축문화상을 수상. 또「간토의역 백선」제1회 선정에 선택되었다. 그 후 건설된 동쪽 출입구는 벽돌과 나무로 만들어져, 향후 인구증가를 추측해 넓은 로터리·택시풀 을갖추고있다.
| 1 | T 도요 고속선 | 도요 가쓰타다이 방면                       |
| 2 | T 도요 고속선 | 니시후나바시·우라야스·오테마치·나카노 방면 |

## 역 주변

### 서구
- 니혼 대학
  - 이공학부
  - 악학부
  - 단기대학부
- 니혼 대학 나라시노 고등학교
- 지바 니혼 대학 제1 소학교, 중학교, 고등학교
- 후나바시 시립 쓰보이 중학교
- 후나바시 시 종합 체육관

### 동구
- 주택 뉴타운

## 역사
- 1996년 4월 27일: 영업 개시.
- 1997년: "간토의 역 백선"에 선정됨.
- 2004년 10월 30일: 동쪽 출입구 개업.
- 2008년 10월: 서쪽 출입구 개찰에 IC카드 전용 개찰기 도입.

## 사진

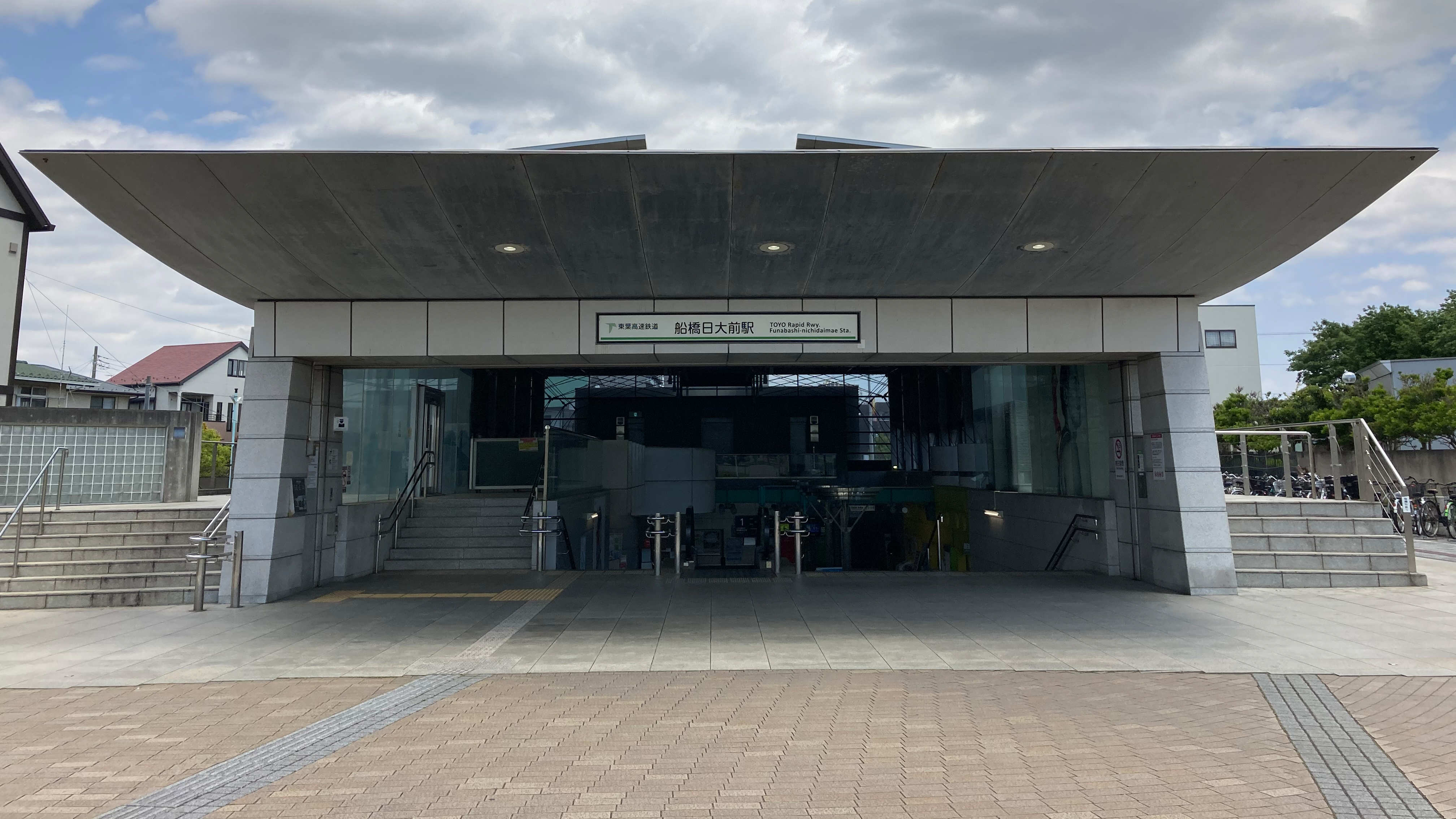
서쪽 출입구(2021년 4월 27일)

## 인접역
| 도요 고속철도 T 도요 고속선         | 도요 고속철도 T 도요 고속선 | 도요 고속철도 T 도요 고속선                  |
| ----------------------------------- | --------------------------- | -------------------------------------------- |
| TR04 기타나라시노 니시후나바시 방면 | T 도요 고속선               | TR06 야치요미도리가오카 도요 가쓰타다이 방면 |